# 남극의 지질

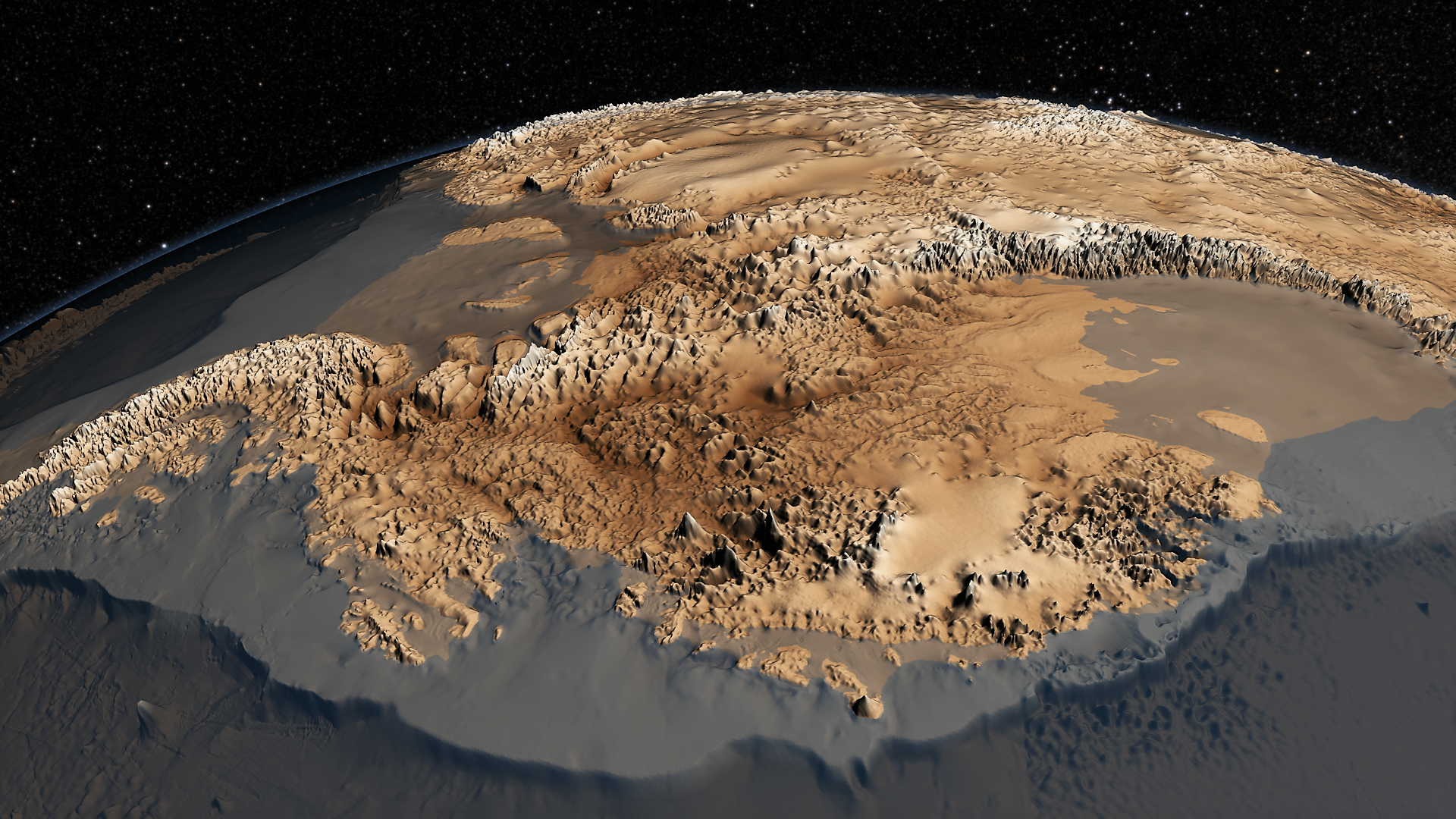
남극 대륙의 기반암을 나타낸 그림.

남극 대륙은 원생누대, 고생대, 중생대, 신생대에 걸쳐서 지질학적인 발전 과정을 거쳐 왔다.
1억 7천만년 전, 남극 대륙은 당시 초대륙이었던 곤드와나 대륙의 일부였다. 남극 대륙이 지금과 같은 모습을 갖추게 된 것은 약 35Ma 전의 일이었다.

## 동남극 순상지의 지질

### 개관
동남극지역은 서남극지역에 비해 노두가 적게 발견되고 있다. 그러나 이러한 제한된 환경에서도 동남극지역에서 나타나는 암상을 구성암석의 종류, 분포, 지질년대나 지질구조에 의해 분류하려는 노력이 있어왔다. 이에 대해 연구자들은 두 가지의 견해를 내놓았다: 하나는 소련의 그리쿠로프와 라비흐에 의한 연구로 그들은 동남극순상지에서 측정된 동위원소년령측정의 의미가 크게 없다고 보았다. 그들은 변성작용과 심성작용에 의해 년대가 초기화되었으며, 동남극순상지 전체가 선캄브리아시기 이전에 생성되었다는 견해를 주었다. 다른 견해는 틴제이나 그류 등 미국·호주 연구자들에 의한 것으로 그들은 동남극순상지의 일부는 시생대의 육괴이며, 이는 고도의 변성작용을 겪었다고 주장했다. 이후 원생대 이래 변동대 등의 구조발달에 의해 시생대의 육괴를 자르거나 둘러싸는 형태가 나타났다고 주장했다.
동남극순상지는 99%가 선캄브리아시대 - 고생대 이전의 년대를 나타내는 변성암류나 화성암류이며 결정질기반암이다. 남은 부분은 일부가 부정합적으로 피복하고 있는 고생대중기 - 중생대에 이르는 비콘누층군에 속하는 천해성 - 육성 퇴적물이나 약간의 화성암류이다. 결정질조직의 암석은 동위원소년령측정에 의해 크게 다음의 세 가지로 나눌 수 있다:
1. 시생대 육괴를 구성한 암석류
2. 원생대 변동대를 구성하는 변성암류와 화성암류.
3. 원생대 후기 - 고생대 전기에 이르는 변성암류와 화성암류.

1의 경우, 그 년대가 2500Ma를 넘는 것으로 현재의 퀸모드랜드 서부, 쇠르-론다네 산지, 네이피어 암체, 프린스 찰스 산맥, 베스트폴드 힐즈와 윈드밀 섬의 노두 등이 알려져 있다. 여러 노두에 걸친 년령측정의 결과 최소 시생대에는 네 차례의 변동이 있었다고 생각되는데 4000Ma에 네이피어 변동, 3500Ma에 레이너 변동, 3000Ma에 훔볼트 변동, 2500Ma에 인젤 변동이 있었다고 생각되고 있다.
2의 경우, 많은 부분이 백립암상 - 각섬암상의 변성상에 속하는 변성암류로 알려져 있다. 이러한 변성암들을 분류하면 2000Ma가량 되는 것, 1500-1700Ma, 1100-1400Ma, 900-1100Ma의 것으로 나눌 수 있다. 시생대의 육괴와 원생대의 변동대 사이 지질학적관계에 대해서는 여러 견해가 있는데 이를 크게 둘로 집약하면 틴제이(1982)에 의해 대표되는 두 암체의 기원이 다르다는 설이다. 이는 900-1100Ma기의 변동대에서 출현하는 변성암류중의 스트론튬 초생비가 낮은 것이 시생대의 암석기원이라고 가정하는 것과 합치하지 않는 것에 의한 설명이다. 또 다른 하나의 견해는 원래 이들은 시생대의 암석이였으나 원생대를 거치며 저압의 변성작용을 겪은 결과라는 것이다. 이는 소련의 그리크로프 등이나 그류 등이 발표한 설이다.
3의 경우, 650-900Ma가량 되는 후기 원생대의 암석은 드물다. 몇몇 페그마타이트와 화강암류가 출현하고 있다. 남부 프린스 찰스 산맥, 픽케링, 누나타크 등에서 일부 보고가 된 바 있으나 잘 알려져 있지는 않다. 이후 450-650Ma 정도의 원생대말-초기고생대의 변동이 동경 150도 동측과 동경 80도 서측에 현저하게 나타나는데 양 지역의 변동성격은 서로 그 진행정도가 다르다. 전자는 서남극의 로스 변동 혹은 비어드모어 변동의 영향을 받아 따라온 광역적인 심성·변성작용으로 생각된다. 후자에 대해서는 900-1100Ma의 변동에 대략 중복되는 광역적인 심성·변성작용이라는 견해와 광범위한 페그마타이트·화강암류의 출현에 불과하다는 견해가 있다.
이러한 후기원생대 - 전기고생대의 변동들은 그 후 동남극빙상하의 지형에 큰 영향을 주었다.
고생대 이후의 지질체로는 고생대 후기에서 중생대에 이르는 퇴적물, 그리고 현재까지에 이르는 화성암류가 아주 약간 드러나 있을 뿐이다. 고생대 후기의 퇴적물로는 비콘 루층군에 대비되는 아메리 빙붕지역과 조지 5세 해안의 혼 블러프 그리고 퀸모드랜드 서부에 출현하고 있으며 륭기대의 하부에 있어 침식을 면해 남아있다. 중생대 이후의 퇴적암은 거의 없으나, 빙붕 아래의 윌크스나 오로라 분지 등에 있을 가능성은 존재한다. 화성암류의 활동으로는 프린스 찰스 산맥이나 맥 로버트슨 랜드에 고생대 이래의 알칼리현무암이, 조지 5세 해안에 쏠레아이트계의 현무암이 알려져 있다.
시생대부터 여러 차례의 변동을 받아온 남극대륙은 백악기에 이르러서는 곤드와나의 해체를 맞아 동남극순상지와 아프리카, 인도, 오스트레일리아와 함께 각각 분산되어갔다.

### 남부빅토리아 랜드의 지질학적 역사
로스 조산운동의 시작은 초대륙 로디니아가 곤드와나와 로렌시아로 나누어졌을 때부터 시작되었다. 이러한 작용은 곤드와나의 수동형 대륙주변부 연안에 퇴적물과 낌층으로 존재하는 현무암질 용암들이 모이게 하였다. 이러한 작용이 있었던 것은 라이트 협곡과 빅토리아 협곡에서 채취한 대리암의 Rb-Sr 동위원소 연령을 측정한 결과 840±30 Ma 의 일이라고 추정되고 있으며, 콕스 층의 베개용암의 Sm-Nd 연령 측정 결과는 809±10 Ma였다. 즉 로디니아는 이 이전에 곤드와나와 로렌시아로 분리된 것이다.
쇄설성 퇴적물은 곤드와나의 수동성 대륙연변을 따라 퇴적된 후 원생대 상세 - 고생대 하세에 걸쳐 속성작용을 겪었다. 이후에 연변부가 섭입대로 바뀌어 퇴적-화성 복합체가 발생하여 곤드와나 육괴에 열적·기계적 변성작용을 가하여 광역변성작용을 발생시켰다. 이 때의 변성상은 녹색편암-각섬암상 정도였다. 또한 수분을 함유하고 있는 퇴적물들이 부분용융하여 다량의 화강암질 마그마를 형성하였다. 이로 인해 큰 규모의 저반과 암체를 가진 하버 관입체가 형성되었다. 이 마그마 활동은 원생대 말기 - 초기 캄브리아기에 걸쳐서 진행되었다. 이 마그마 활동은 수천만년에 걸쳐 계속되어 460 Ma 정도에 가서 그치게 되었다. 이러한 활동으로 인해 빅토리아 랜드 남부에는 과거의 대륙 열곡을 따라서 로스 산맥이 형성되었다.

### 북부빅토리아 랜드의 지질학적 역사
북부 빅토리아 랜드의 지질은 세 개의 암군들이 초기 데본기부터 병렬하여 발달해 왔기 때문에 다소 복잡하다. 이 암군 중 토착성인 것은 윌슨 암군뿐으로, 이는 동남극지괴의 수렴성 경계에서 발달한 화산암-퇴적암 복합체이다. 윌슨 암군 복합체는 캄브리아기-오르도비스기에 걸친 로스 조산운동 당시에 변성되고 재결정화작용을 받았다.
로스 조산운동이 끝난 후, 윌슨 암군은 트러스트 작용으로 인해 변형되었는데, 이는 보우어 암군과 로버트슨 베이 암군이 다가와 충돌했기 때문이라고 생각된다. 이러한 충돌은 윌슨 힐과 포메란츠 탁상지의 융기를 발생시켰다. 이후에는 레닉 지구가 응력의 해소로 인해 정단측 작용이 발생하여 생성되었다.
보우어 암군은 윌슨 암군의 동쪽에 위치하고 있으며, 렌터만 단층대에 의해 구별되고 있다. 보우어 암군은 해양지각의 쏠레아이트질 현무암과 해양퇴적물의 복합체로, 습곡을 겪었고 단층으로 여러 차례 끊어져 있다. 하지만 변성상은 낮은 녹색편암 정도이다.그 동쪽 경계는 립 이어 단층대로 이로 인해 로버트슨 베이 암군과 경계를 짓는다.
로버트슨 베이 암군은 두꺼운 경사암과 점판암으로 되어 있는데, 이는 고생대 하세에 섭입대 근방에서 퇴적된 저탁암들이다. 이들이 퇴적된 시기는 윌슨 암군이 암괴로 된 이후의 일이다. 로버트슨 베이 암군의 층후는 그 암군의 상층 경계와 하층 경계가 아직도 알려지지 않아 알 수 없다. 그 연령은 후기 캄브리아기 - 전기 오르도비스기이며 이는 석회암의 코노돈트 화석으로 추정한 것이다. 습곡작용을 겪었으며 미약한 정도의 변성을 받았는데, 이는 점토광물이 견운모로 재결정화된 것을 통해 확인할 수 있다. 변성정도는 립 이어 단층대로 가까이 갈수록 점점 높아진다.  이 지역에서는 보우어 누층군과 로버트슨 층군이 단층에 의해 블록 규모로 혼합되는 양상을 보인다. 이 지역에서는 상당히 변성되어 편암이 산출되고 있다.
로버트슨 베이 암군은 수많은 심성암체를 가지고 있는데 이는 후기 데본기 - 석탄기에 걸친 아드미럴티 관입운동에 의한 화강암체들이다. 그 스트론튬 초생비는 북동방향으로 갈수록 커지는 경향을 보인다. 아드미랄티 관입운동은 보우어 암군에서도 나타나나 윌슨 암군에서는 나타나지 않는다. 갈리폴리 고원에서는 후기 데본기에 분출한 유문암과 반암들이 존재하는데 이들은 윌슨 화강암과 같은 화학성을 가지고 있어 같은 기원으로 보인다.

## 서남극 지역의 지질
동남극에 거대한 순상지가 펼쳐져 있다면 서남극은 여러 복잡한 지괴들이 어지럽게 얽혀 있어 그 기원을 짐작하기가 어렵다.
남극대륙이 오스트레일리아, 인도, 아프리카, 남미대륙 남단과 함께 곤드와나를 형성했다는 것은 예전부터 알려져 있던 사실이었으나, 동남극순상지와는 달리 남극반도지역은 과거 곤드와나의 어떤 부분이었는가 잘 알려져 있지 않다. 다만 여러 연구들을 통해 확실하게 알려져 있는 것들은 여러 개의 조그만 육괴 조각들이 지금의 서남극을 형성하였다는 것이다. 또한 중생대에 곤드와나가 갈라지기 전에 섭입부가체가 스코샤 호 지역에 위치했던 곤드와나에 달라붙었고 이를 통해 판탈라사해의 해양지각이 곤드와나 아래로 섭입했음을 간접적으로 알 수 있다.
스코샤 지역에서 가장 오래된 암상은 곤드와나에 속했던 선캄브리아의 암석들이다. 이는 포클랜드 제도의 서남부 끝에 아주 약간 드러나 있다. 이것이 케이프 메러디스 복합체로, 편암과 화강암에 의해 관입당한 편마암으로 되어 있다. 그 연령은 1000Ma정도이다. 이들은 변형된 데본-삼첩기의 지층들에 의해 부정합적으로 덮여 있다. 이들 데본기-삼첩기 지층들은 해성 사암, 력암, 셰일 등으로 되어있다. 이들은 아르헨티나 부에노스아이레스 근방의 벤타나 통이나 풀하후인코 계와 연계된다.
상부 고생대-하부 중생대 층들은 대개 고도로 변성·변질되어있는 퇴적 또는 화성기원의 암석들로 녹색편암에서 각섬암상까지 뻗쳐있다. 이들은 태평양 쪽의 해저에 펼쳐져 있다. 남미 남단과 남오크니제도에서는 상부 주라기 또는 하부 백악기 층에 의해 부정합적으로 덮여 있다. 많은 오래된 층이 리본 쳐트가 배게 용암 우에 정합적으로 얹혀있는 모습을 나타내고 있는데 남셰틀랜드 제도에서의 초고철질암상과 함께 이는 섭입 복합체가 곤드와나 분리 전 남미대륙과 남극반도에 달라붙었음을 의미하고 있다.
상기했던 데본-삼첩기의 지층들은 비대칭적 습곡과 단렬이 발달하여 있다. 이는 Du Toit이 기재한 Gondwanide 습곡작용과 연계되는 것이다. 비대칭적 습곡은 대륙연변부에서 먼 곳에서 이 습곡작용이 시작되었음을 암시하는 것이 아닌가라고 판단되고 있다. 또한 이러한 변형작용 후에 따라온 융기와 풍화작용은 아프리카와 남미에서는 광역적인 부정합으로 나타나고 있으나 스코샤 지역에서는 몇몇 구역으로 제한되어 나타나는데 이 역시 곤드와나의 해체와 관련이 있는가 생각되고 있다.

## 초대륙 곤드와나
지금까지 알려져 있는 남극의 지질학적 역사는 원생누대로부터 시작한다. 이 때에, 동남극 지역은 로디니아라고 불리는 초대륙의 일부였다. 원생대 후기에 들어서 로디니아는 커다란 두 조각으로 나뉘었는데, 하나는 로렌시아이고 다른 하나는 곤드와나로 지금의 오스트레일리아 대륙, 동남극, 인도를 포함하는 영역이었다. 로렌시아가 떨어져 나가면서 그 사이의 열곡대가 해양으로 열렸으며, 수동형 대륙연변부에는 퇴적물이 퇴적되었다. 변질된 경사암과 셰일 같은 저탁암들은 이후 후기 캄브리아기 - 전기 오르도비스기에 수동형 대륙연변부가 섭입대로 지체구조 환경이 바뀌며 압축되었고 이후 화산암류와 함께 고도로 습곡·변성·화강암 관입작용을 겪게 되는 복합체들로 발달하였다. 이렇게 하여 곤드와나 동부에 있었던 열곡대를 따라 로스 산맥이 형성되었고 지금의 남극횡단산맥의 골격이 되었다. 이 로스 습곡대는 동부 오스트레일리아, 아프리카 남단, 남미에 이르기까지 그 흔적을 확인할 수 있다. 그런고로 이는 동남극 지역, 아프리카, 남미, 오스트레일리아가 과거에 한 대륙이었다는 강력한 증거를 제공해 준다.
이 곤드와나의 분열은 퀸모드 랜드와 남아프리카 사이에 맨틀 플룸이 아래로부터 관입하면서 시작되었다. 플룸에 의해 암권에 가해진 힘은 열곡대들이 서로 만나는 삼중점을 만들었으며 플룸 두부에서 압력 감소로 인한 암석들의 용융이 현무암질 용암을 형성하면서 퀸모드 랜드의 커완 화산활동과 남아프리카의 카루 현무암대를 형성하였다. 벌어진 아프리카와 동남극 사이는 웨들해와 인도양으로 되어 갔다.
이러한 곤드와나의 분리는 쥐라기 중세에 아프리카를 시작으로 백악기 말기에 오스트레일리아가 가장 마지막으로 분리될 때까지 이어져 나갔다. 떨어져 나간 판들은 여러 발산형 경계들에 둘러져 있어 남극점에 고정되어 있는 남극대륙 판을 제외하고는 저위도로 이동해 갔다.
한편 곤드와나가 분리되기 전에 고-태평양 연안에는 섭입대가 존재하고 있었다. 이 섭입대가 화산암-퇴적암 복합체를 강하게 짓눌러 폭발적인 규장질 용암의 분출을 이끌어냈고 여기서  나온 화산암류들이 페름기 후기와 삼첩기에 동남극의 비콘 분지에 퇴적되었다. 이후 이 분화는 쥐라기 중세에도 이어졌으며 비슷한 시기에 서남극에서도 화강암질 마그마가 관입하였고, 남극횡단산맥의 서남극 부분인 페라 층군에는 현무암류가 분출하거나 관입하였다. 한편 남극반도와 서남극 지역을 따라 나 있던 섭입대들은 점차 약해지기 시작해 소멸했다.
서남극의 조산운동, 그리고 서남극과 동남극의 지체구조적 불연속성은  고-태평양에 면한 섭입대 후방의 분지에서 발생한 정단층 작용과 웨델 삼중점에서의 열곡대 활동 등 곤드와나의
분리와 연계하여 설명하려는 노력이 있어 왔다. 이러한 설명들에 의하면 주라기 중세의 페라 층군의 현무암류와 관입암들은 열곡활동들에 의해 지각 하부의 암석들에 걸리는 압력들이 낮아지며 부분용융되어 발생하였으며 관입의 결과로 남극횡단산맥의 서부 지역이 형성되었다는 것이다. 그러나 이 이론에 따르면 관입만으로는 그 고도를 설명할 수 없어 마리 비어드 랜드의 남부에 맨틀 플룸이 직접 지표로 분출했다는 가설이 제시되었다. 그러나 아직도 두꺼운 빙원 아래에 기반암이 있고 서남극 지역이 여러 개의 조그만 지괴로 이루어져있다는 복잡성 등에 의해 아직까지 확실하게 밝혀진 것은 많지 않다.

## 출전
- 極地硏究所 編. 1986. 南極の科学 ５ 地学 古今書院 ISBN 4-7722-1294-9
- Robert J. Tingey (editor). 1991. The geology of Antarctica Oxford University Press. ISBN 0-19-854467-7
- Faure, Gunter, Mensing, Teresa M., 2011. The Transantarctic Mountains - Rocks, Ice, Meteorites and Water. Springer, ISBN 978-1-4020-8406-5

## 같이 보기
- 남극판